# Heteronyx nigritulus
Heteronyx nigritulus är en skalbaggsart som beskrevs av Moser 1926. Heteronyx nigritulus ingår i släktet Heteronyx och familjen Melolonthidae. Inga underarter finns listade i Catalogue of Life.